# Leptogenys consanguinea
Leptogenys consanguinea är en myrart som beskrevs av Wheeler 1909. Leptogenys consanguinea ingår i släktet Leptogenys och familjen myror. Inga underarter finns listade i Catalogue of Life.

## Bildgalleri

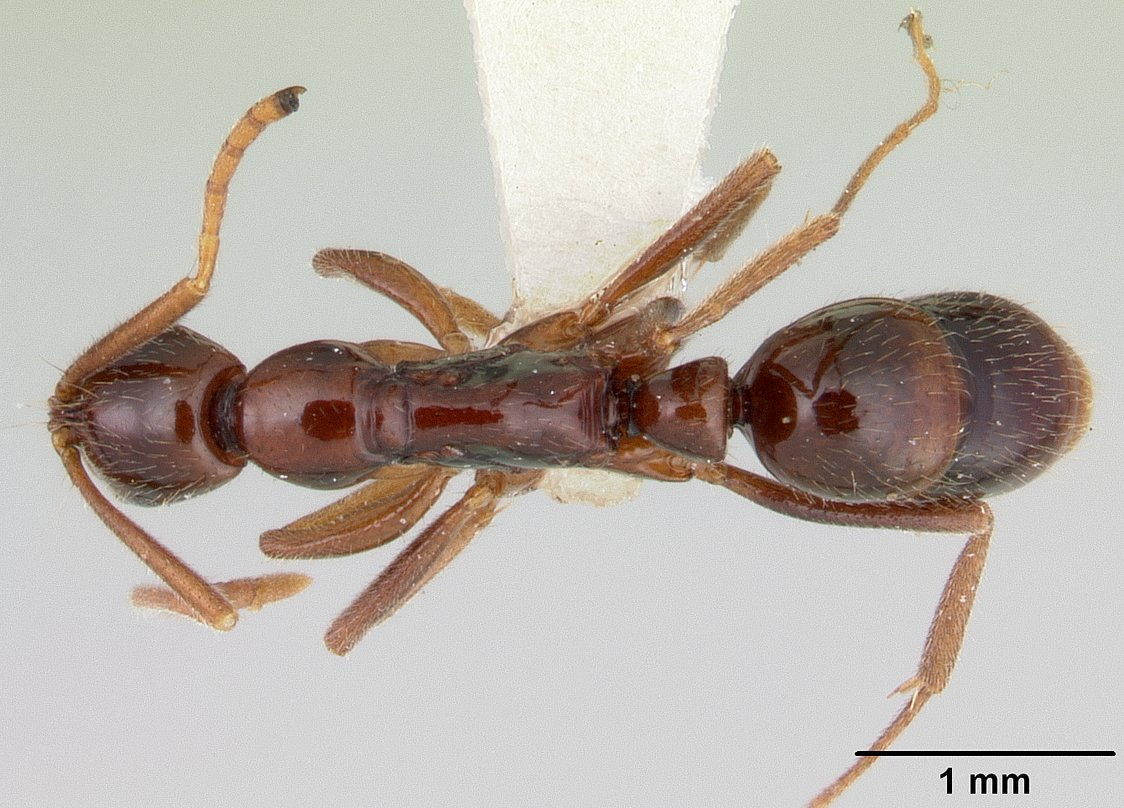
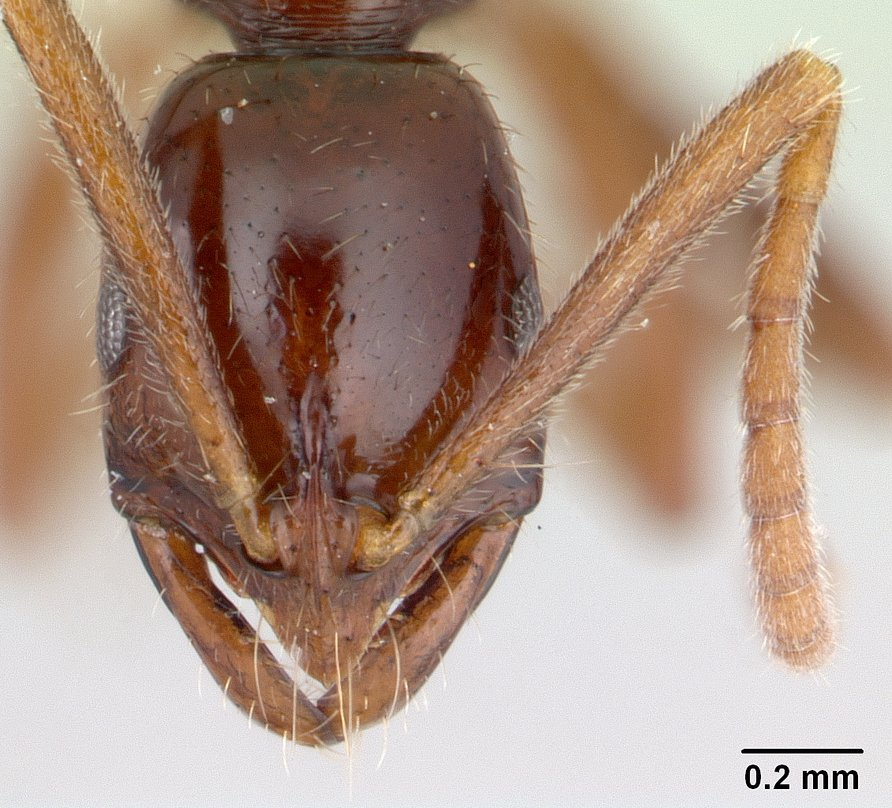
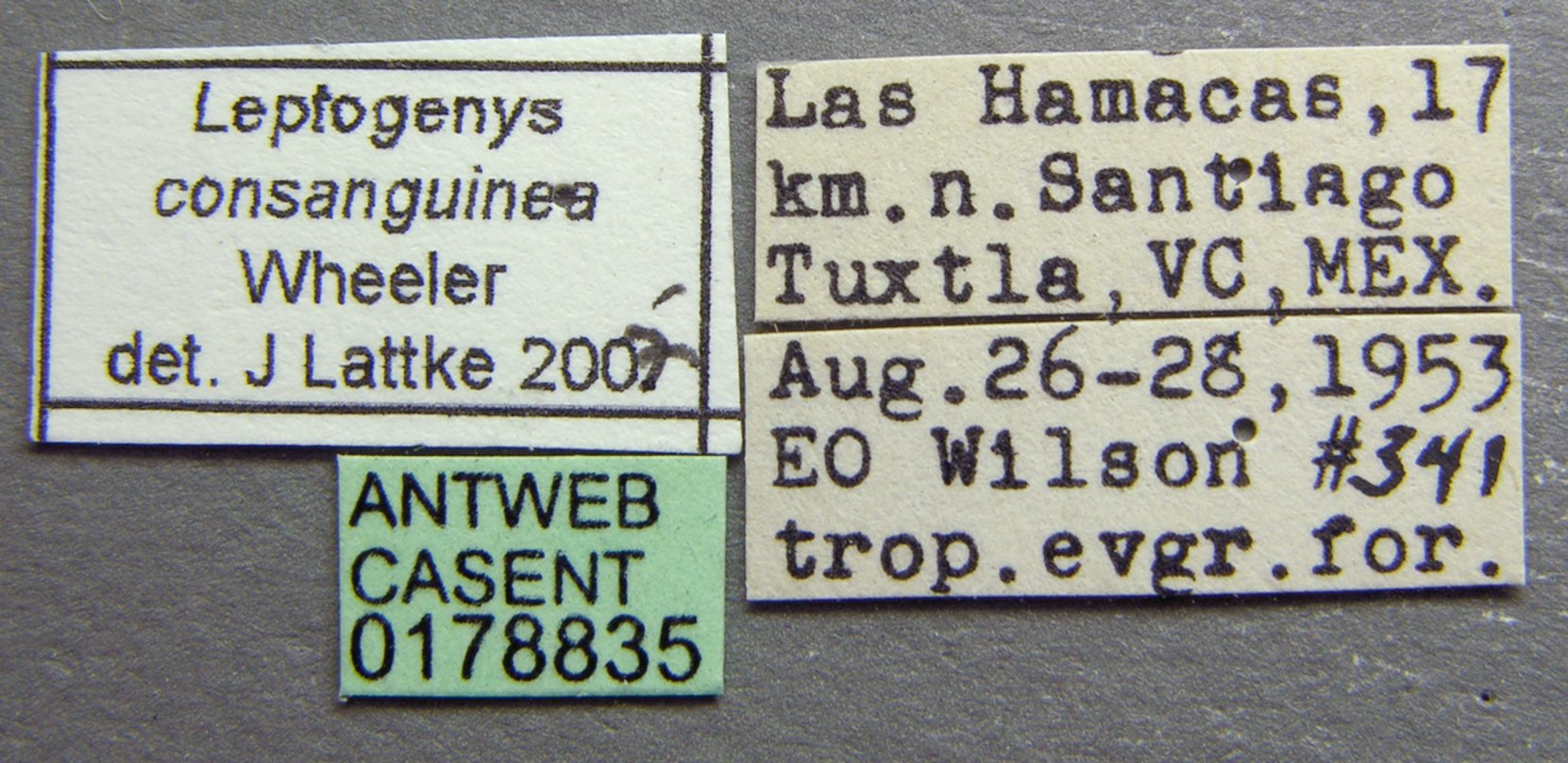
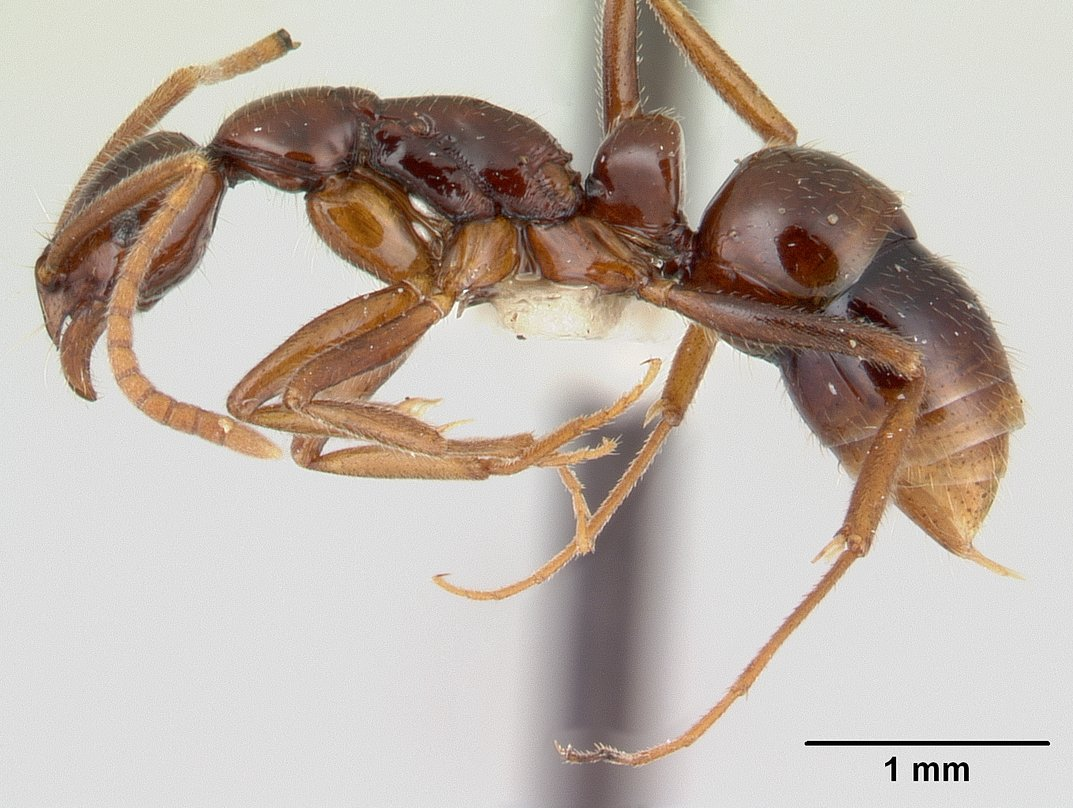